# Esther Gimeno
Esther Gimeno Gascón (Zaragoza, 28 de septiembre de 1975) es una actriz, cómica, guionista y presentadora española. Es una de las primeras mujeres en la escena del stand-up comedy en España y forma parte de la generación de cómicos que surgieron gracias al programa Nuevos Cómicos de Paramount Comedy (Comedy Central).

## Trayectoria
Se licenció en Ingeniería en la Universidad Politécnica de Madrid. Posteriormente, se inclinó por el teatro, participando en producciones y fundando la compañía Teatro Cítrico (2000-2008). En 2003, decidió dedicarse por completo al teatro, la comedia y la escritura. Se ha formado en varias disciplinas escénicas, destacando su paso por La base de teatro, el John Strasberg Studio en Nueva York y talleres de improvisación. Posteriormente, completó un máster de guion en la Fundación SGAE y ha desarrollado su carrera en el stand-up de forma autodidacta.
Incursionó en el stand-up comedy de manera casual y se integró en el auge del género en España en programas de televisión, teatros y otros escenarios. Desde 2005, ha participado en varios programas y eventos de comedia en televisión, como Nuevos Cómicos de Paramount Comedy, La Mandrágora: ensayo general de La 2 y La explosión de las cómicas en Movistar, entre otros. Destaca la importancia del humor como herramienta liberadora y de cambio social, criticando el machismo presente en su entorno profesional y la falta de visibilidad de las mujeres cómicas.
En el cine, ha participado en películas como CineBasura: la película (2017) de Paco Fox y Amigo (2019) de Javier Botet y David Pareja. También ha aparecido en series de televisión como Cuéntame cómo pasó, Acacias 38 y Tierra de lobos. También ha sido colaboradora en programas de radio como Tarde lo que tarde y Gente despierta de Radio Nacional de España. Además, ha creado su propio podcast Ahora es tarde, señoras junto a Cristina Gómez. En el ámbito teatral, ha trabajado en montajes como El león en invierno, dirigido por Juan Carlos Pérez de la Fuente o Está todo pagado, estrenado en el Festival Internacional de Teatro Clásico de Almagro.
Pero Gimeno también ha creado sus propios espectáculos, en los que se abordan temas feministas, buscando que la risa lleve a la reflexión y al cambio social. En 2014 estrenó Chochos, el musical, una obra que combina comedia y ópera y que reivindica a las mujeres olvidadas por la historia. Posteriormente, en 2021, estrenó el espectáculo ¡Arrepentíos!, un monólogo en el que aborda temas como el edadismo, la cirugía estética, la meritocracia y el capitalismo desde una perspectiva humorística. Descrito como un "monólogo-sermón", el show, que regresó a los escenarios en 2024, explora diversas cuestiones sociales a través del humor. También en 2024, se estrenó como primer especial de comedia en la plataforma española de cine Filmin. En 2023, estrenó Estoy bien en el que aborda situaciones cotidianas y experiencias personales, como la vida en Madrid, los viajes con amigos, la pandemia y recuerdos de infancia.
En su faceta docente, ha llevado a cabo talleres de artes escénicas y comedia impartidos en múltiples entidades, como la Fundación SGAE, el Teatro Guindalera, y la Universidad El Bosque en Bogotá (Colombia). Y, desde 2012, ha creado y dirigido un grupo de entrenamiento y formación en artes escénicas en Talamanca de Jarama.
También ha tenido un papel destacado como presentadora en diversos eventos. En 2017 presentó la gala del Festival de Cine de Alcalá de Henares (ALCINE). Entre 2017 y 2019, fue la encargada de conducir la Maratón de Monólogos de la Asociación de Autores de Teatro (AAT). Unos años después, en 2022, fue la presentadora del I Congreso Internacional de Periodismo con Perspectiva de Género, organizado por el Instituto Canario de Igualdad (ICI), reforzando su compromiso con la visibilización de temas de género en su trabajo.

## Filmografía

### Teatro
- 2000-2008 – Antígona D.F., Pasando de Humos, Amores Bichos, La Caída del Muro, y Medias Naranjas – Compañía Teatro Cítrico.
- 2008 – Puerta del Sol: Un episodio nacional – Dirección: Juan Carlos Pérez de la Fuente.
- 2008 – El León en Invierno – Dirección: Juan Carlos Pérez de la Fuente. Guion: James Goldman.
- 2011 – Héroes de Pacotilla, el musical – Dirección: Yayo Cáceres.
- 2013 – Alegrías las justas – Dirección: Quino Falero. Guion: Yolanda García Serrano, Félix Sabroso, entre otros.
- 2013 – El Evento – Creación conjunta con Maika Jurado.
- 2013 – Un buen partido – Dirección y guion: Javier de Dios.
- 2014-2017 – Chochos, el musical – Junto a Marta de Castro. Dirección y guion: Esther Gimeno.
- 2018 – El Eje del Mal – Dirección y guion: Esther Gimeno, Pilar de Francisco y Victoria Martín.[22]
- 2019-2020 – Está todo pagado – Dirección: Alda Lozano. Guion: José Cruz.
- 2020-2024 – Estoy bien – Dirección y guion: Esther Gimeno.
- 2021-2024 – ¡Arrepentíos! – Dirección y guion: Esther Gimeno.

### Televisión
- 2007 – Los Serrano, Telecinco
- 2008-2009 – Maitena: Estados alterados. La Sexta
- 2012 – Tierra de lobos. Telecinco
- 2012 – La ecografía y Mayunaná, sketches cómicos. solocomedia.com
- 2016-2017 – Acacias 38. Televisión Española
- 2017 – No es un sábado cualquiera, sketches cómicos. Televisión Española
- 2016-2018 – Centro médico. Televisión Española
- 2020 – Cuéntame cómo pasó. Televisión Española
- 2024 – ¡Arrepentíos! Filmin

### Cine
- 2012 – Aún hay tiempo, de Juan Logar PC
- 2014 – El puto G, de Jerónimo Ruiz, corto
- 2016 – Sin preguntas, de José Andrés López de la Rica, corto
- 2017 – CineBasura: la película, de Paco Fox
- 2019 – Amigo, de Javier Botet y David Pareja